# Sải (đơn vị)
Sải (tiếng Anh: fathom, viết tắt ftm) là đơn vị đo thường được dùng để đo độ sâu của nước, được sử dụng trong hệ thống đơn vị đế quốc và hệ thống đơn vị tập quán Mỹ. Một sải tương đương sáu foot hay 1,8288 mét.
Trong hệ thống đơn vị đế quốc và đơn vị tập quán Mỹ, một sải bằng hai yard (sáu foot). Khởi thủy đơn vị này căn cứ vào khoảng cách giữa hai cánh tay người khi duỗi ra, tuy nhiên giá trị của một sải có khác biệt nhỏ tùy thuộc cách định nghĩa đơn vị này, hoặc 1/1000 hải lý hoặc là bội số của đơn vị yard trong hệ thống đơn vị đế quốc. Thuở trước, từ "sải" dùng cho bất kỳ đơn vị độ dài nào có giá trị quanh khoảng 5–5+1⁄2 foot (1,5–1,7 m).

## Từ nguyên
Khái niệm "fathom" bắt nguồn từ tiếng Anh cổ "fæðm", và "fæðm" lại bắt nguồn từ tiếng Frisia cổ "fadem", tạm dịch là "vòng tay ôm" hay "hai cánh tay duỗi ra". Trong tiếng Anh Trung cổ, từ này được viết là "fathme".
Một tầm (cable length) được xem tương đương với 100 đến 120 sải. Có thời người ta hiểu một quarter là bằng 1/4 sải.
Sải được viết tắt là f, fath, fm, fth hoặc fthm.

## Sải quốc tế
Một sải bằng:
- Đúng 1,8288 mét (1 mét bằng khoảng 0,5468 sải)[5]
- 2 yard (1 yard bằng đúng 0,5 sải)
- 6 foot (1 foot bằng khoảng 0,1667 sải)
- 18 gang tay
- 72 inch

Căn cứ theo thỏa thuận ký năm 1959 giữa Hoa Kỳ, Úc, Canada, New Zealand, Cộng hòa Nam Phi và Vương quốc Liên hiệp Anh và Bắc Ireland về yard và pound quốc tế, một yard quốc tế được định nghĩa chính xác là bằng 0,9144 mét. Đơn vị sải mất đi độ phổ biến do người ta chấp nhận dùng hệ mét SI.

## Sải Anh
Bộ Hải quân Anh định nghĩa một sải là bằng 1/1000 hải lý, tức là bằng 6,08 foot (1,85 m). Trong thực tế, Anh và Mỹ từng dùng đơn vị "sải tàu chiến" (warship fathom), chính xác là bằng 6 foot (1,8 m). Không có mâu thuẫn xảy ra do các hải đồ Anh sử dụng đơn vị foot khi đo độ sâu dưới 30 foot (9,1 m) và dùng sải khi đo độ sâu trên mức đó. Đến thế kỷ 19, ở Anh Cách Lan vẫn dùng nhiều loại sải khác nhau: từ loại sải tương đương 5½ foot (thương thuyền) đến loại sải tương đương 5 foot (1,5 m) hoặc 7 foot (2,1 m) (ngư thuyền).

## Đo độ sâu
Để đo độ sâu của nước, thủy thủ dùng một dây đo độ sâu có đầu gắn một quả dọi thường là làm bằng chì. Sau đó anh ta đếm số lần căng dây giữa hai cánh tay duỗi. Để thuận tiện, trên dây có đánh dấu sẵn các khoảng cách. 
Một số thuật ngữ tiếng Anh
- in soundings hoặc on soundings: đo độ sâu tại vùng nước gần bờ và không quá sâu để đo độ sâu bằng dây đo cầm tay.[7]
- offsoundings hoặc out of soundings: đo độ sâu tại vùng nước sâu trên 100 sải, không thể đo độ sâu bằng dây đo cầm tay.[8]
- deep-sea lead: quả dọi khối lượng lớn nhất, được dùng ở vùng nước sâu quá 100 sải.[9]

### Sách
- Fenna, Donald (2002). "fathom". A Dictionary of Weights, Measures, and Units. Oxford: University Press. ISBN 0-19-860522-6.